# Koźniewo Wielkie
Koźniewo Wielkie – wieś sołecka w Polsce położona w województwie mazowieckim, w powiecie ciechanowskim, w gminie Sońsk.
W latach 1954–1959 wieś należała i była siedzibą władz gromady Koźniewo Wielkie, po jej zniesieniu w gromadzie Gąsocin. W latach 1975–1998 miejscowość administracyjnie należała do województwa ciechanowskiego.
We wsi znajduje się szlachecki, barokowy dwór z drugiej połowy XVIII wieku zbudowany przez rodzinę Zielińskich. Modrzewiowy, parterowy na planie prostokąta. Wewnątrz zachowały się elementy pierwotnego wystroju: resztki dębowego parkietu, skrzydła drzwiowe z późnobarokowymi płycinami, oraz drewniana klatka schodowa z drugiej połowy XIX wieku i neobarokowe, stiukowe obramienia drzwiowe z tegoż okresu. Budynek jest przykryty łamanym dachem, pierwotnie krytym gontem. Przy dworze znajdują się pozostałości parku.
Dwór stanowi ciekawy przykład barokowej, drewnianej, polskiej architektury ziemskiej.

## Zobacz
- Dwór w Koźniewie Wielkim